# Ga Namyeong
Ga Namyeong (Tiếng Hàn: 남영역, Hanja: 南營驛) là ga tàu điện ngầm trên Tàu điện ngầm Seoul vùng thủ đô tuyến 1 ở ở Garwol-dong, Yongsan-gu, Seoul. Tàu điện ngầm của tuyến 1 chạy trên Tuyến Gyeongbu từ nha ga này. Lối thoát duy nhất của nhà ga này cho phép truy cập trực tiếp vào nhiều trường học và văn phòng đường sắt Yongsan. Thời gian đi từ Ga Namyeong đến Incheon trên Tuyến 1 là 65 phút.
Mặc dù không được kết nối chuyển đổi, ga Namyeong chỉ mất 2 đến 3 phút đi bộ từ Ga đại học nữ sinh Sookmyung trên Tuyến 4.

## Lịch sử
- 19 tháng 4 năm 1974: Bắt đầu xây dựng nhà ga mới.
- 30 tháng 6 năm 1974:  Hoàn thành xây dựng nhà ga mới
- 15 tháng 8 năm 1974: Bắt đầu hoạt động với việc khai trương Tàu điện ngầm Seoul vùng thủ đô tuyến 1
- 20 tháng 8 năm 1983: Thăng cấp lên ga tiện lợi cho lái tàu
- 1 tháng 12 năm 2009: Loại bỏ nhà ga bán vé đường sắt
- Năm 2014: Hoàn thành lắp đặt cửa chắn

## Bố trí ga
| ↑ Seoul    |
| \| ２１ \| |
| Yongsan ↓  |

| １ | ●Tuyến 1 | → Hướng đi Bucheon · Incheon · Seodongtan · Cheonan · Sinchang → |
| ２ | ●Tuyến 1 | ← Hướng đi Ga Seoul · Đại học Kwangwoon · Uijeongbu · Yeoncheon  |

Phạm vi có thể đạt được mà không cần chuyển
| Hướng lên | Hướng lên | Ga hiện tại | Hướng xuống | Hướng xuống | Hướng xuống | Hướng xuống |
| Yeoncheon | ←         | Namyeong    | →           | Incheon     | Seodongtan  | Sinchang    |

## Hình ảnh

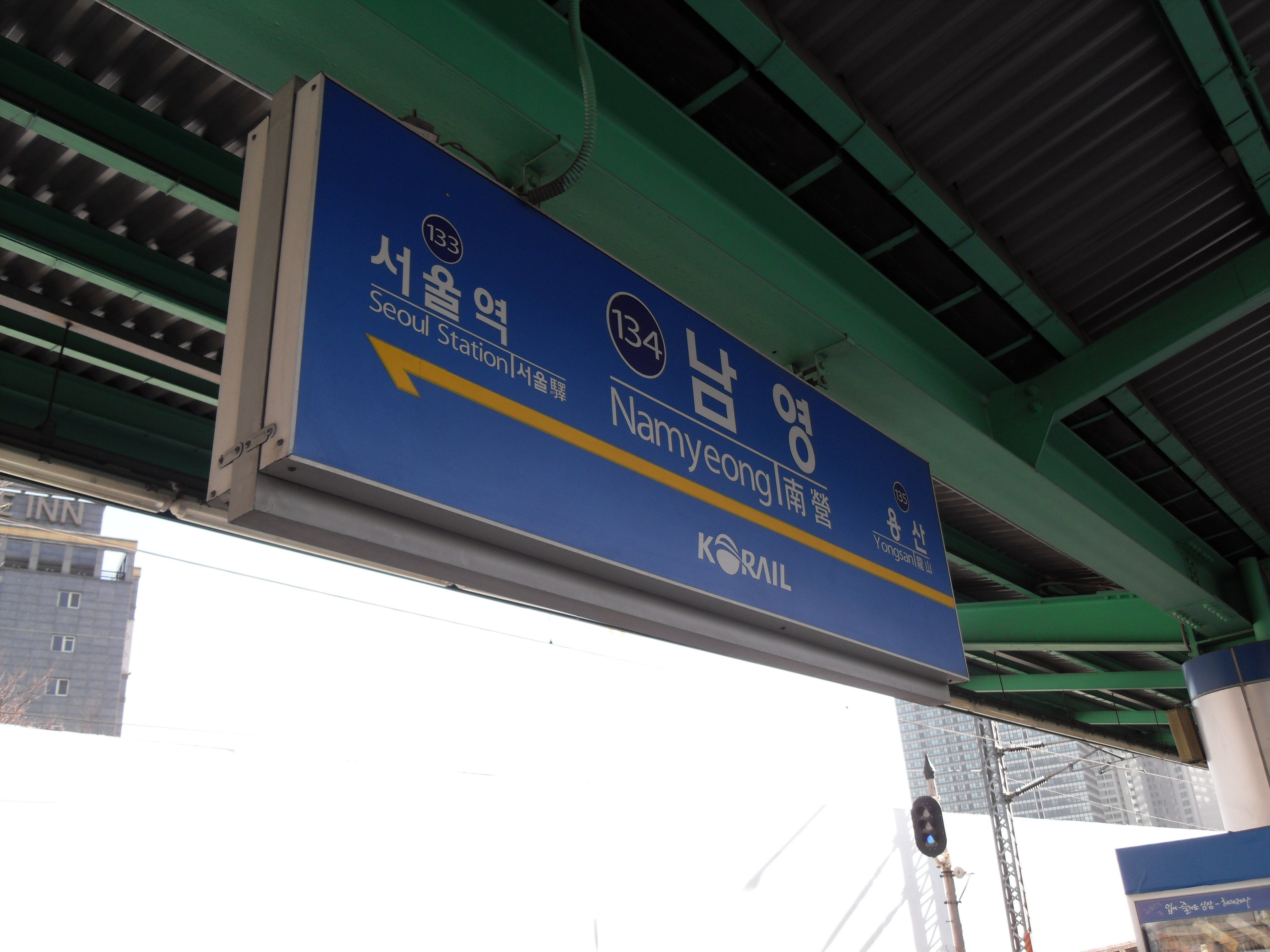
Ga Namyeong 3
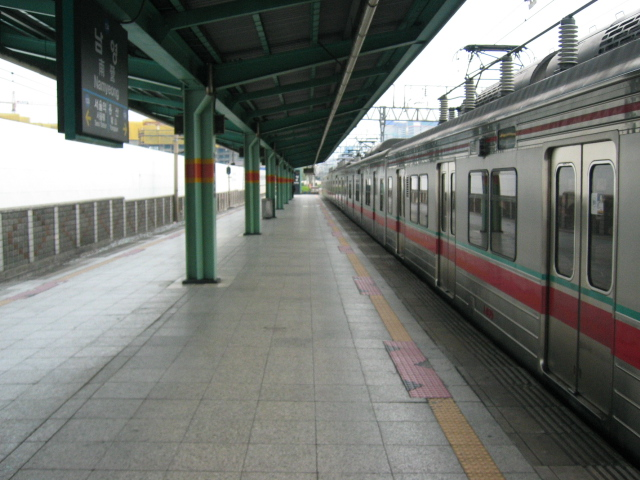
Ga Namyeong 4
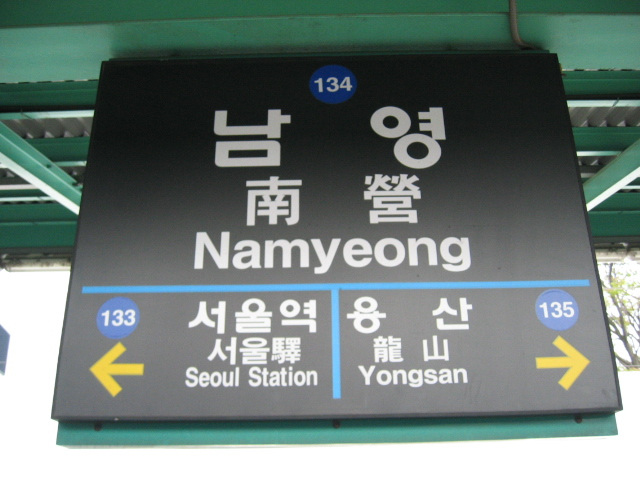
Ga Namyeong 5